# Адамс, Сара Фуллер Флауэр
Сара Фуллер Флауэр Адамс (англ. Sarah Fuller Flower Adams, 22 февраля 1805 — 14 августа 1848) — английская поэтесса.

## Биография
Она родилась на Хай-стрит, Олд Харлоу, Эссекс, и была младшей дочерью редактора Бенджамена Флауэра и сестрой композитора Элизы Флауэр. Её самым длинным произведением является драматическая поэма «Vivia Perpetua», рассказывающая о жизни ранних христиан.
Миссис Адамс также была автором нескольких христианских гимнов, среди которых «Ближе, Господь, к Тебе» и «Он послал солнце, Он послал дождь». Она была унитарием.
В 1834 году она вышла замуж за Уильяма Бриджеса Адамса, полемиста и инженера. Они жили в Лаутене, Эссекс, где теперь в их честь установлена памятная табличка. Миссис Адамс умерла от туберкулёза в возрасте 43 лет и была похоронена в Харлоу 21 августа 1848 года.